# NGC 3418
NGC 3418 (również PGC 32549 lub UGC 5963) – galaktyka spiralna z poprzeczką (SB0-a), znajdująca się w gwiazdozbiorze Małego Lwa. Odkrył ją William Herschel 11 kwietnia 1785 roku.